# Muntele Baker

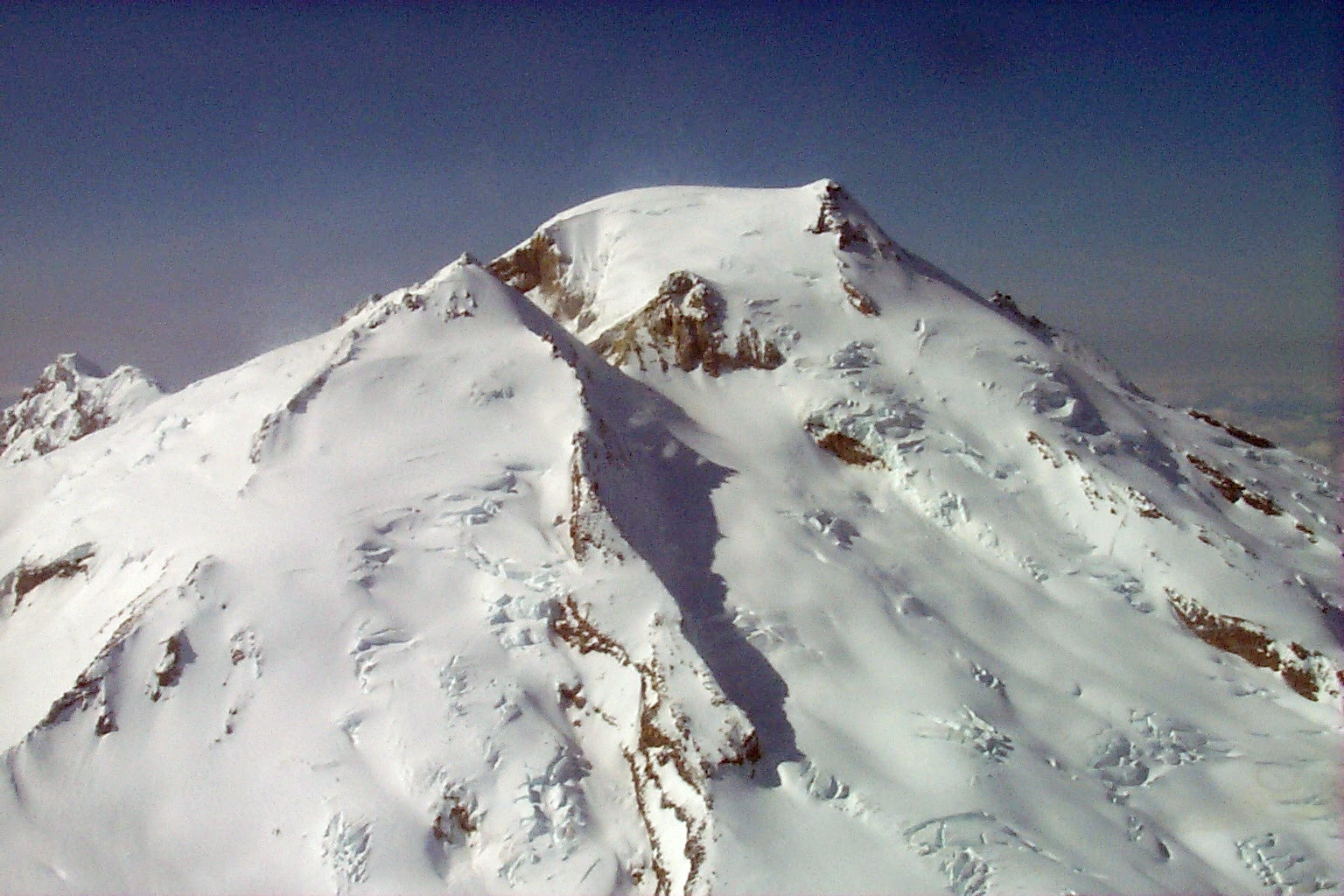
Partea de sud a Muntelui Baker In 2001.

Muntele Baker, de asemenea, cunoscut sub numele de Koma Kulshan sau pur și simplu Kulshan, este un vulcan activ de tip stratovulcan în Munții Cascadelor din Comitatul Whatcom, din statul Washington, Statele Unite ale Americii.

## Geografia
Acesta este al doilea cel mai activ vulcan din lanț, după Muntele Saint Helens. Se află la aproximativ 50 km spre est de orașul Bellingham. Muntele Baker este cel mai tânăr vulcan din câmpul vulcanic Muntele Baker. În timp ce vulcanismul a persistat aici pentru aproximativ 1,5 milioane de ani, actualul con are probabil nu mai mult de 140.000 de ani, și, eventual, nu mai vechi de 80-90.000 de ani. Edificiile vulcanice mai vechi au fost în cea mai mare parte erodate din cauza ghețarilor.
At La 3285 m, este al treilea munte ca înălțime din statul Washington și al șaselea din lanțul Munților Cascadelor, în cazul în care Vârful Little Tahoma, un subvârf al Muntelui Rainier, nu este luat în calcul.

### Clima
După Muntele Rainier, Muntele Baker este vulcanul cel mai acoperit de ghețari din Munții Cascadelor, volumul de zăpadă și gheață de pe Muntele Baker (1,8 kilometri cubi) este mai mare decât volumul de gheață combinat al tuturor celorlalți vulcani din Munții Cascadelor (cu excepția Rainier). Este, de asemenea, unul dintre cele mai înzăpezite locuri din lume, în 1999, Muntele Baker Ski Area, situat la 14 km nord-est, a stabilit un record mondial pentru ninsoare și anume cea mai mare cantitate de zăpadă căzută într-un singur sezon: 30 de metri de precipitații.

## Istoria
Nativii indigeni au cunoscut muntele de mii de ani, dar prima înregistrare scrisă a muntelui este făcută de spanioli. Exploratorul spaniol Gonzalo Lopez de Haro l-a cartografiat în 1790 ca "Montaña Gran del Carmelo" ("Marele Munte Carmel"). Exploratorul George Vancouver a redenumit muntele pentru locotenentul de gradul 3 "Joseph Baker" de pe "HMS Discovery", care l-a văzut pe 30 aprilie 1792.